# Dvorišta (Čajniče, BiH)
Dvorišta (na popisu 1961. kao Dvorište) su naseljeno mjesto u općini Čajniču, Republika Srpska, BiH. Nalaze na sjevernoj obali gornjeg toka Suhodanjske rijeke, jugozapadno od Milatkovića.
Godine 1985. pripojena su naselju Milatkovićima (Sl. list SRBiH 24/85).

## Stanovništvo
| Narod     | Popis 1961. | Popis 1971. | Popis 1981. |
| --------- | ----------- | ----------- | ----------- |
| Hrvati    |             |             |             |
| Muslimani | 22          | 21          | 15          |
| Srbi      | 11          | 10          | 8           |
| ostali    |             |             |             |
| Ukupno    | 33          | 31          | 23          |